# Lalanne (Hautes-Pyrénées)
Lalanne ist eine französische Gemeinde mit 100 Einwohnern (Stand 1. Januar 2022) im Département Hautes-Pyrénées in der Region Okzitanien (vor 2016: Midi-Pyrénées). Sie gehört zum Arrondissement Tarbes und zum Kanton Les Coteaux. Die Einwohner werden Lalannais und Lalannaises genannt.

## Geographie
Lalanne liegt circa 42 Kilometer östlich von Tarbes in der historischen Provinz Quatre-Vallées an der nordöstlichen Grenze zum benachbarten Département Haute-Garonne.
Umgeben wird Lalanne von den sieben Nachbargemeinden:
|        | Betbèze                                     | Thermes-Magnoac                    |
| Devèze | Kompassrose, die auf Nachbargemeinden zeigt | Boulogne-sur-Gesse (Haute-Garonne) |
| Pouy   | Villemur                                    | Gensac-de-Boulogne (Haute-Garonne) |

## Einwohnerentwicklung

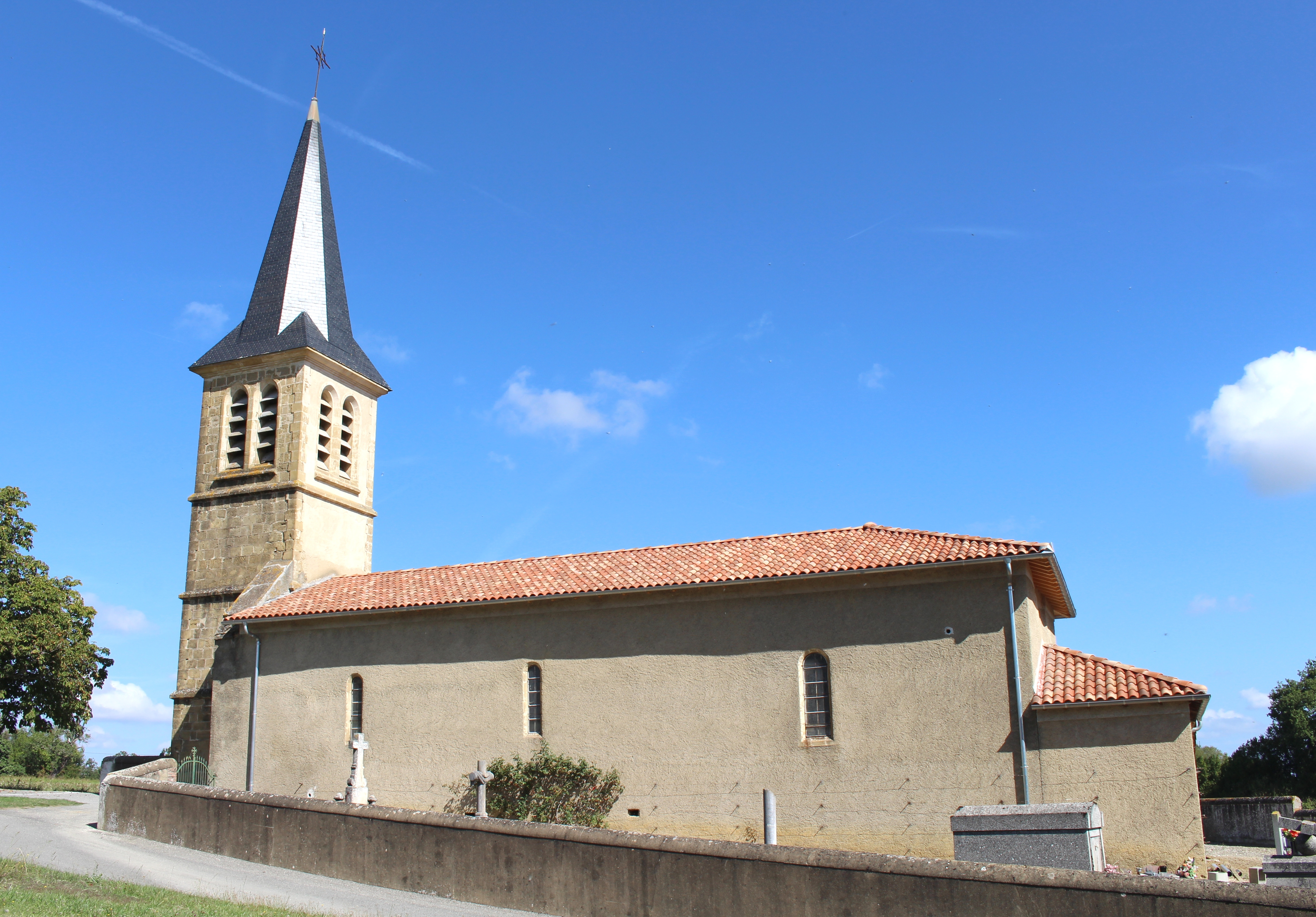
Pfarrkirche de l’Assomption

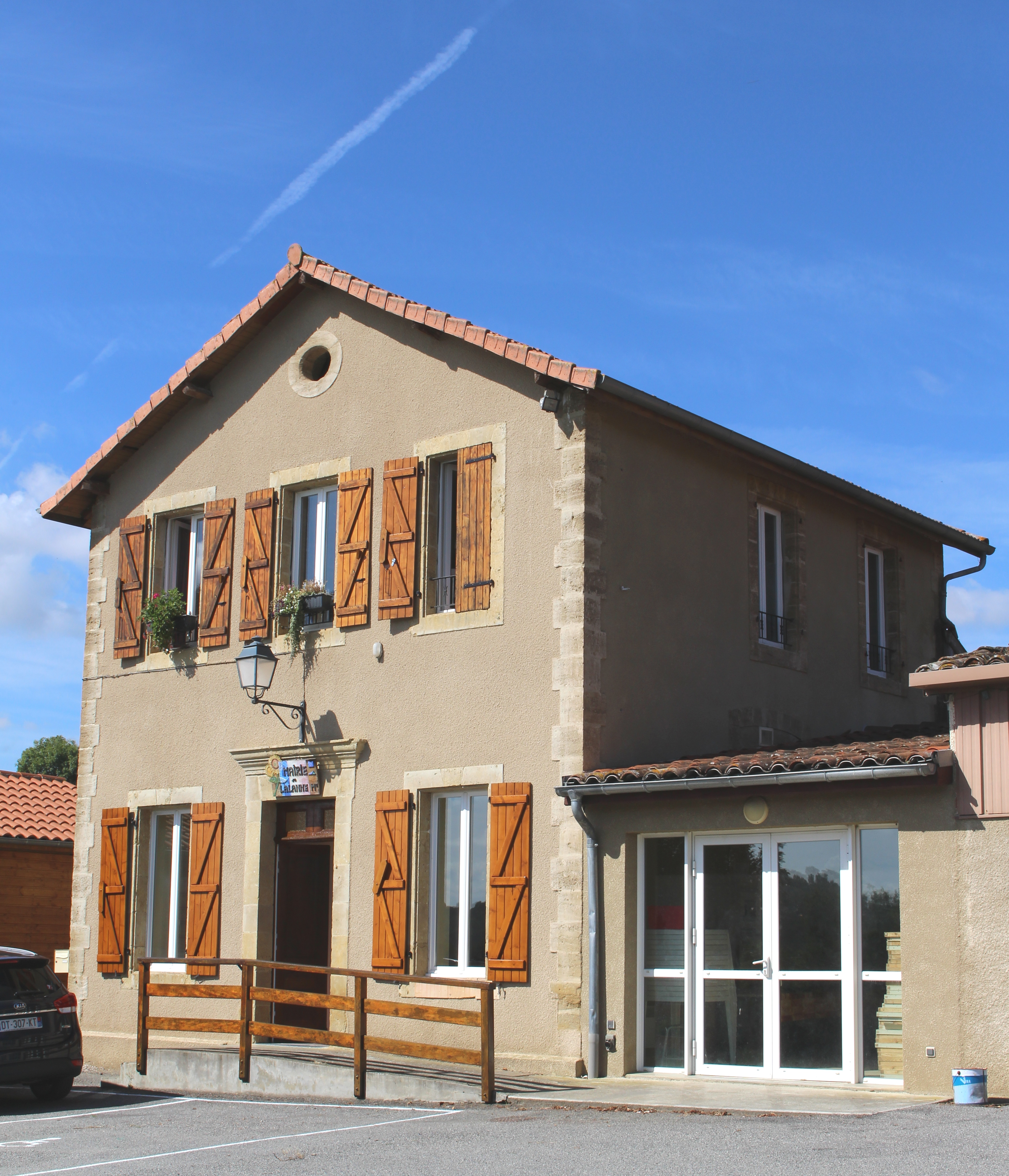
Bürgermeisteramt (Mairie) von Lalanne

Nach Beginn der Aufzeichnungen stieg die Einwohnerzahl bis zur ersten Hälfte des 19. Jahrhunderts auf einen Höchststand von rund 400. In der Folgezeit sank die Größe der Gemeinde bei kurzen Erholungsphasen bis zu den 1990er Jahren auf einen Tiefststand von rund 60 Einwohnern, eine Wachstumsphase einsetzte, die bis heute anhält.
| Jahr      | 1962 | 1968 | 1975 | 1982 | 1990 | 1999 | 2006 | 2011 | 2022 |
| --------- | ---- | ---- | ---- | ---- | ---- | ---- | ---- | ---- | ---- |
| Einwohner | 92   | 86   | 78   | 67   | 58   | 64   | 72   | 89   | 100  |

## Sehenswürdigkeiten
- Pfarrkirche de l’Assomption (Mariä Himmelfahrt)

## Wirtschaft und Infrastruktur
Lalanne liegt in den Zonen AOC der Schweinerasse Porc noir de Bigorre und des Schinkens Jambon noir de Bigorre.

### Verkehr
Lalanne wird von der Route départementale 28 durchquert.